# Суэпстон, Гарри
Га́рри А́лбемарл Суэ́пстон (англ. Harry Albemarle Swepstone; 14 января 1859 — 7 мая 1907) — английский футболист, вратарь. Провёл шесть матчей за сборную Англии в 1880-е годы.

## Клубная карьера
Уроженец Степни, Суэпстон выступал за футбольные клубы «Клэптон», «Пилигримс», «Рамблерс» и «Свифтс».
В 1882 году стал одним из основателей известного любительского футбольного клуба «Коринтиан», за который выступал с 1882 по 1886 год.
С 1883 по 1884 год был членом комитета Футбольной ассоциации.

## Карьера в сборной
С 1880 по 1883 год провёл шесть матчей за национальную сборную Англии, пропустив в них 18 мячей в свои ворота (13 из них — от шотландцев) и сыграв два «сухих» матча.

#### Список матчей за сборную
| № | Дата            | Стадион                           | Соперник  | Результат | Турнир            | Источник |
| - | --------------- | --------------------------------- | --------- | --------- | ----------------- | -------- |
| 1 | 13 марта 1880   | «Хэмпден Парк», Глазго            | Шотландия | 4:5       | Товарищеский матч | [ 6 ]    |
| 2 | 11 марта 1882   | «Хэмпден Парк», Глазго            | Шотландия | 1:5       | Товарищеский матч | [ 7 ]    |
| 3 | 13 марта 1882   | «Рейскорс Граунд», Рексем         | Уэльс     | 3:5       | Товарищеский матч | [ 8 ]    |
| 4 | 3 февраля 1883  | «Сарри Крикет Граунд», Кеннингтон | Уэльс     | 5:0       | Товарищеский матч | [ 9 ]    |
| 5 | 24 февраля 1883 | «Эгберт Крикет Граунд», Ливерпуль | Ирландия  | 5:0       | Товарищеский матч | [ 10 ]   |
| 6 | 10 марта 1883   | «Брэмолл Лейн», Шеффилд           | Шотландия | 2:3       | Товарищеский матч | [ 11 ]   |

Итого: 6 матчей / 18 пропущенных мячей и 2 «сухих» матча; 2 победы, 0 ничьих, 4 поражения.

## Вне футбола
Работал солиситором в лондонских районах Бетнал Грин и Бишопсгейт.